# Миза Рійдая
Миза Рійдая (ест. Riidaja mõis, нім. Morsel Podrigel). Естонська назва мизи, яка вперше згадується в 1593 р., походить від середньовічних власників Фрейтагів фон Лоренговенів. З XVI ст. до експроприації 1919 р. миза належала дворянському роду фон Штрюків.
Одноповерховий дерев'яний будинок було зведено в 1762 р. Це одна з найкраще збережених миз в Естонії. Спочатку у будинку було три труби-кожухи. Залу прикрашають дерев'яні колони з бароковими капітелями. Нині будинок належить повіту, і в ньому розташована бібліотека. Збереглася також клуня та конюшня-каретня з фронтоном-фахверком.
За півкілометра на схід від мизи розташоване родинне кладовище фон Штрюків з цегляним неоготичним склепом, побудованим у другій половині XIX ст. Напівзруйнований склеп було відновлено за ініціативи фон Штреків і освячений в 2001 р. як церква Св. Гертруди, що обслуговує місцевий регіон.